# Saint-Gobert
 Saint-Gobert  là một xã ở tỉnh Aisne, vùng Hauts-de-France thuộc miền bắc nước Pháp.

## Hành chính
| Danh sách thị trưởng                   |                          |                  |      |         |
| Giai đoạn                              | Giai đoạn                | Tên              | Đảng | Tư cách |
| tháng 3 năm 2001                       | bầu lại tháng 3 năm 2008 | Daniel Dumortier |      |         |
| Tất cả các dữ liệu trước đây không rõ. |                          |                  |      |         |

## Dân số
| Năm | 1962 | 1968 | 1975 | 1982 | 1990 | 1999 |
| --- | ---- | ---- | ---- | ---- | ---- | ---- |
| Dân số | 368  | 394  | 341  | 338  | 312  | 320  |
| From the year 1968 on: No double counting—residents of multiple communes (e.g. students and military personnel) are counted only once. |      |      |      |      |      |      |